# 陆军集团军后方区域指挥部
陸軍集團後方指揮部（德語：Befehlshaber des rückwärtigen Heeresgebietes）是1941年德國對蘇聯發動巴巴羅薩行動時設立的三個德國國防軍集團後方的軍事管轄區域，一直持續到1944年蘇聯收復失地。這些區域成為了大屠殺和其他針對平民的反人類罪行的地點。

## 背景
在計劃入侵巴巴羅薩行動的早期階段，後方區域原本計劃要受到各個軍隊的統轄，就像在入侵波蘭時一樣。然而，在1941年4月初，軍事規劃者決定限制軍隊管轄區域（後方軍區），大部分領土將由陸軍集團後方區域控制。
規劃者預想佔領領土將很快移交給文職管理；因此，指令要求陸軍集團後方區域指揮官集中精力維護通信線路和重要的軍事設施，如儲存倉庫和機場。陸軍集團後方區域也負責將戰俘轉移到後方。

## 組建
北方集团军、中央集团军和南方集团军后方指挥部负责各自作战区后方的安全。每个后方指挥部隶属于相应的集团军，并向负责后方安全的韦尔马师托总监爱德华·瓦格纳报告。每个集团军后方还设有一个针对民间人口的宣传连。
集团军后方指挥官控制着九个安全师，负责保护通讯和供应线、经济利用以及打击前线后方的非正规战斗人员（游击队）。安全师还监督着韦尔马师托的秘密野战警察单位。集团军后方指挥官与由国家社会主义德国劳工党领袖海因里希·希姆莱任命的高级警察领袖并行作战。历史学家迈克尔·帕里什的话形容，这些军队指挥官“统治着一个恐怖和残忍的帝国”。